# Michael Kitchen

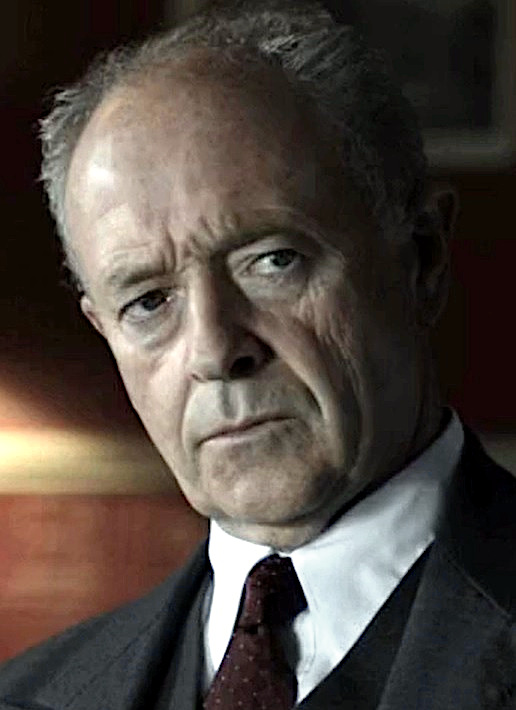
Michael Kitchen (2013)

Michael Kitchen (* 31. Oktober 1948 in Leicester, England) ist ein britischer Schauspieler im Theater, Film und Fernsehen.

## Leben und Karriere
Kitchen studierte Schauspiel an der Royal Academy of Dramatic Art. Anfang der 1970er Jahre debütierte Kitchen im Fernsehen und in Kinofilmen. Er konnte sich schließlich sowohl im Fernsehen als auch auf britischen Theaterbühnen als erfolgreicher Schauspieler etablieren. Eine seiner bekanntesten Rollen spielte er als „Berkeley Cole“ in dem oscarprämierten Filmdrama Jenseits von Afrika. Von 2002 bis 2015 war Kitchen in der Titelrolle in der britischen Kriminalserie Foyle's War zu sehen. 
1995 spielte er die Rolle des MI6-Mitarbeiters Bill Tanner in dem James-Bond-Film GoldenEye, die er vier Jahre später nochmals in Die Welt ist nicht genug wiederholte.  In weiteren Filmen der Reihe war er nicht zu sehen. In James Bond 007: Ein Quantum Trost aus dem Jahr 2008 wurde die Figur mit Rory Kinnear neubesetzt.
Michael Kitchen ist Mitglied der Royal Academy of Dramatic Art.

## Filmografie (Auswahl)
- 1972: Dracula jagt Minimädchen (Dracula A.D. '72)
- 1974, 1976: Thriller (Fernsehserie, 2 Folgen)
- 1979: Die Profis (The Professionals, Fernsehserie, eine Folge)
- 1981: Der Bunker (The Bunker)
- 1985: Jenseits von Afrika (Out of Africa)
- 1990: Das Rußland-Haus (The Russia House)
- 1990: Narren des Schicksal (Fools of Fortune)
- 1990: Red Piper – Der Rattenfänger (Crossing to Freedom, Fernsehfilm)
- 1991: Verzauberter April (Enchanted April)
- 1992: Inspektor Morse, Mordkommission Oxford (Inspector Morse, Fernsehserie, 1 Folge)
- 1993: Die Abenteuer des jungen Indiana Jones (The Young Indiana Jones Chronicles, Fernsehserie, 1 Folge)
- 1993: Der Prozeß (The Trial)
- 1993: Um Kopf und Krone (To Play the King, Miniserie)
- 1994: Doomsday Gun – Die Waffe des Satans (Doomsday Gun, Fernsehfilm)
- 1994: Vaterland (Fatherland)
- 1995: James Bond 007 – GoldenEye (GoldenEye)
- 1996: Die Wolfsfrau (Wilderness, Miniserie)
- 1997: Mrs. Dalloway
- 1997: Der letzte Mord (Sista kontraktet)
- 1999: James Bond 007 – Die Welt ist nicht genug (The World Is Not Enough)
- 2000: Lebenszeichen – Proof of Life (Proof of Life)
- 2002–2015: Foyle’s War (Fernsehserie, 28 Folgen)
- 2011: My Week with Marilyn
- 2014–2016: Brian Pern: The Life of Rock with Brian Pern (Fernsehserie, 8 Folgen)